# Tabasco, Chiapas
Tabasco är en ort i Mexiko.   Den ligger i kommunen Las Margaritas och delstaten Chiapas, i den sydöstra delen av landet, 800 km öster om huvudstaden Mexico City. Tabasco ligger 1 217 meter över havet och antalet invånare är 222.
Terrängen runt Tabasco är huvudsakligen kuperad, men österut är den bergig. Tabasco ligger nere i en dal. Runt Tabasco är det ganska glesbefolkat, med 30 invånare per kvadratkilometer. Närmaste större samhälle är Las Margaritas, 17,5 km väster om Tabasco. I omgivningarna runt Tabasco växer i huvudsak städsegrön lövskog.